# بهرام آرام
بهرام آرام (۱۳۲۸ – ۲۸ آبان ۱۳۵۵ در تهران) از اعضای بلندپایه سازمان مجاهدین خلق ایران بود که در سال ۱۳۵۵ خورشیدی، در یک تعقیب و گریز با مأمورین ساواک، خود را با نارنجک منفجر کرد.

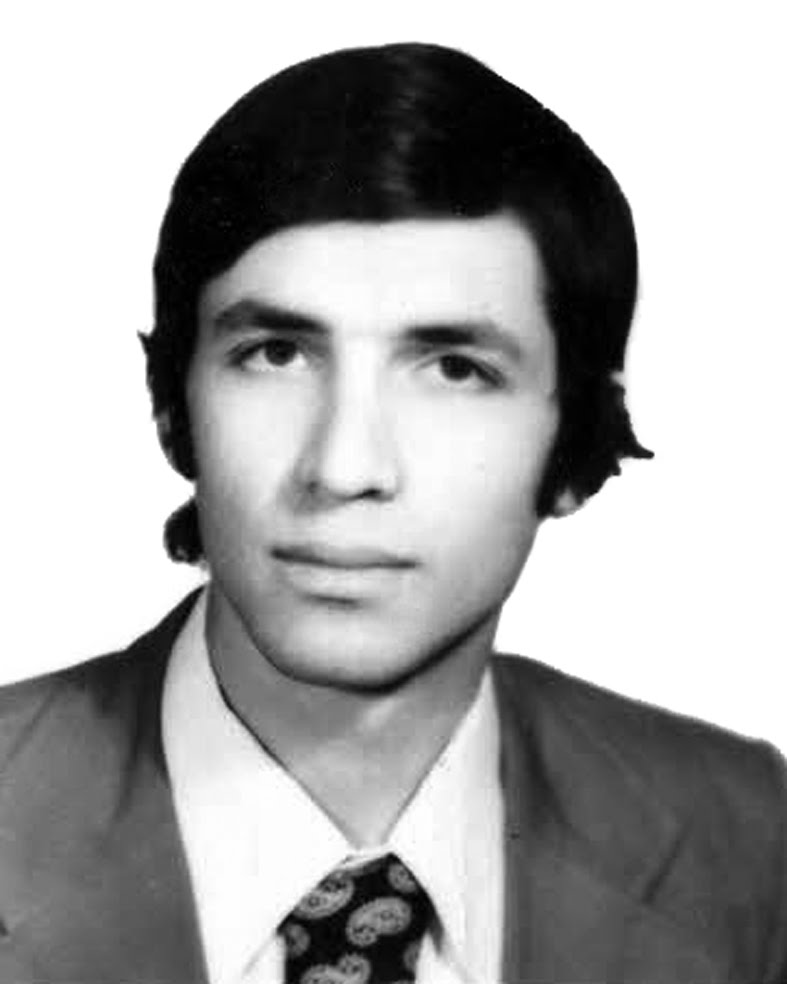
نگاره‌ای از بهرام آرام

## زندگی
در سال ۱۳۲۸ در تهران متولد شد. در سال ۱۳۴۸، زمانی که وی دانشجوی شیمی دانشگاه آریامهر (امروز: دانشگاه صنعتی شریف) بود، توسط احمد رضایی به عضویت سازمان مجاهدین خلق ایران درآمد. او به سرعت توانایی خود را در امور عملیاتی و نظامی نشان داد و در رده‌بندی سازمان پیشرفت کرد. پیش از ضربه امنیتی شهریور ۱۳۵۰ به سازمان مجاهدین خلق وی تحت مسئولیت علی باکری (برادر بزرگ حمید باکری و مهدی باکری) بود.

نگاره‌ای از بهرام آرام

پس از این ضربه شهریور ۱۳۵۰ وی در کنار احمد رضایی و رضا رضایی در مرکزیت سازمان قرار گرفت و رهبر شاخه نظامی سازمان شد. بهرام ۵ سال در سمت رهبر شاخه نظامی بود و در این زمان تمامی عملیاتهای نظامی سازمان را طراحی کرد. بعد از تغییر ایدئولوژی دادن سازمان وی نیز مارکسیست شد و در واقع بهرام عامل اجرایی تقی شهرام برای مارکسیست کردن سازمان بود.
همسر وی سیمین صالحی بود. پس از حادثه‌ای که در ۲۷ مرداد ۱۳۵۳ برای وی و لطف‌الله میثمی دیگر عضو سازمان رخ داد هر دو دستگیر شدند. طی آن حادثه -انفجار بمب صوتی - سیمین از یک چشم نابینا شد و میثمی از هر دو چشم نابینا و یک دستش هم قطع شد. در این زمان سیمین ۷ ماهه باردار بود. فرزند سیمین و بهرام دختری بود که در زندان به دنیا آمد و سیمین نام سپیده سحر بر او نهاد.
بهرام آرام یک بار در آبان سال ۵۴ در خیابان شیوا با مأمورین ساواک مسلحانه درگیر و موفق به فرار شد و بار دیگر در سال ۵۵ در خانه تیمی واقع در خیابان بوستان سعدی توسط مأموران کمیته مشترک ضدخرابکاری به محاصره درآمد و باز هم موفق به فرار شد. سرانجام در بعدازظهر ۲۸ آبان ۱۳۵۵ توسط محمد توکلی‌خواه در میدان مخبرالدوله در حال سوار شدن به یک خودروی مسافرکش شناسایی شد. دو اکیپ به تعقیب وی پرداختند. بهرام در اواسط خیابان شیوا متوجه شد و حین پیاده شدن به مأموران ساواک تیراندازی کرد. طی تعقیب و گریزی که رخ داد بهرام در بین زمینی محصور به چند ساختمان قرار گرفت. پشت مقداری آجر سنگر گرفت و بعد از یک ساعت تیراندازی با اتمام فشنگهایش توسط نارنجک خود را منفجر کرد. خودکشی بهرام ضربه سختی برای سازمان و شخص تقی شهرام بود.

خبر کشته‌شدن بهرام آرام در روزنامه اطلاعات